# An Lĩnh
An Lĩnh là một xã thuộc huyện Tuy An, tỉnh Phú Yên, Việt Nam.
Xã An Lĩnh có diện tích 62,06 km², dân số năm 1999 là 4537 người, mật độ dân số đạt 73 người/km².